# James McMillin
James Burge "Jim" McMillin (3. september 1914 - 22. august 2005) var en amerikansk roer og olympisk guldvinder, født i Seattle.
McMillin var med i USA's otter, der vandt guld ved OL 1936 i Berlin, den 5. amerikanske OL-guldmedalje i otteren i træk. Resten af besætningen bestod af Herbert Morris, Charles Day, Gordon Adam, John White, George Hunt, Joe Rantz, Donald Hume og styrmand Robert Moch. Samtlige otte roere var studerende ved University of Washington. Der deltog i alt 14 både i konkurrencen, hvor amerikanerne sikrede sig guldet foran Italien og Tyskland, der vandt henholdsvis sølv og bronze. Det var de eneste olympiske lege McMillin deltog i.

## OL-medaljer
- 1936:  Guld i otter